# Literna tartemorion
Literna tartemorion är en insektsart som först beskrevs av Victor Lallemand 1920.  Literna tartemorion ingår i släktet Literna och familjen spottstritar. Inga underarter finns listade i Catalogue of Life.